# Torino Esposizioni

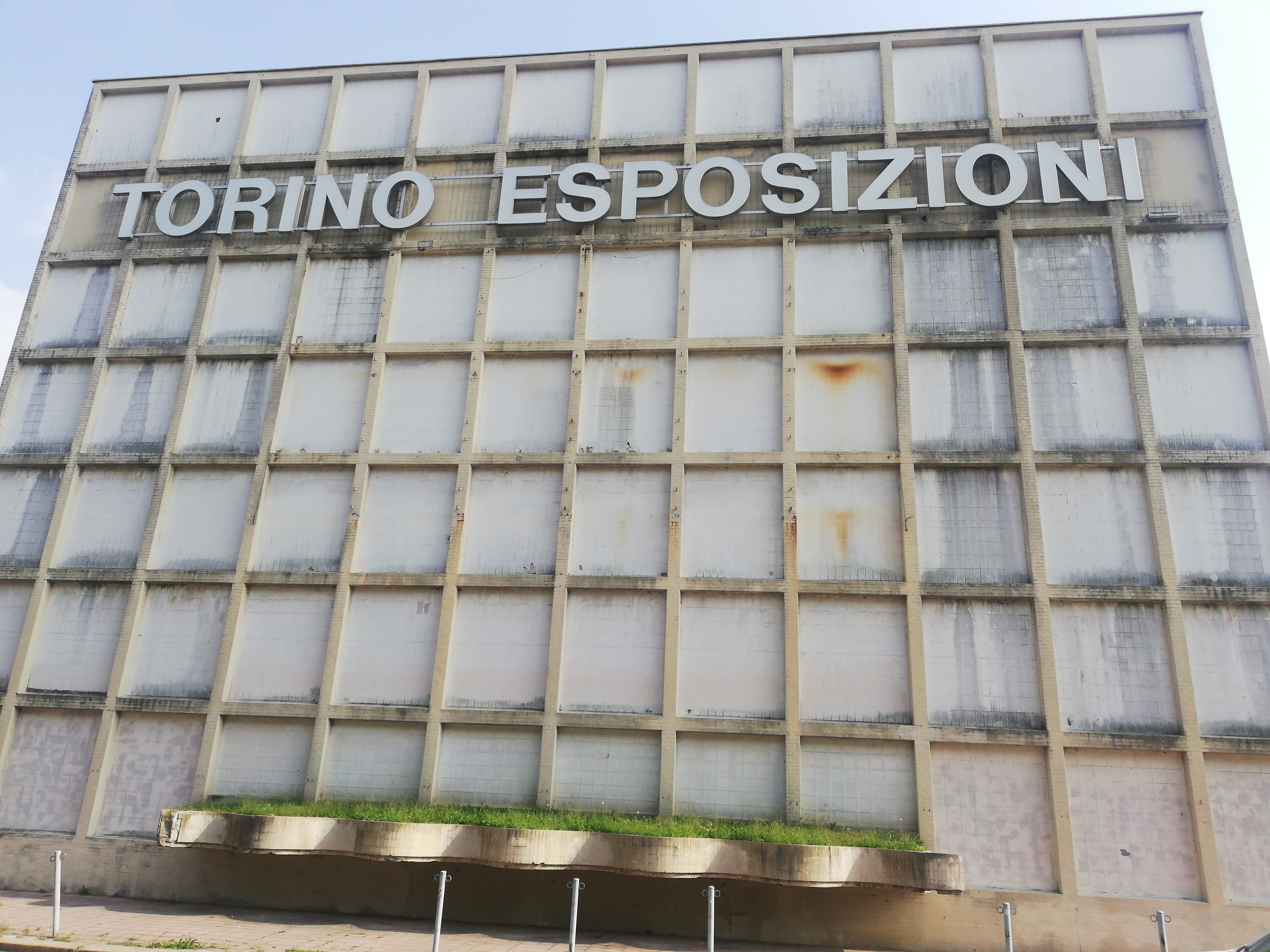
Torino Esposizioni, Oktober 2021

Torino Esposizioni (deutsch Turin-Ausstellungen) ist ein 1949 eröffnetes Messegelände in der nordwestitalienischen Stadt Turin, Piemont.
Es wurde von Pier Luigi Nervi entworfen und befindet sich im südlichen Stadtteil San Salvario am Corso Massimo d’Azeglio, in unmittelbarer Nähe des Olympiastadions (ehem. Stadio Comunale) und der Mehrzweckhalle Pala alpitour. Die meisten Messeaktivitäten wurden 1989 nach Lingotto verlegt, einem ehemaligen Fiat-Fabrikgelände.
Eine der Messehallen innerhalb des Giovanni-Agnelli-Pavillons wurde bis September 2001 mit einem Aufwand von 10,5 Millionen Euro in eine temporäre Sporthalle umfunktioniert. Die maximale Kapazität beträgt 4.320 Sitzplätze. Während der Olympischen Winterspiele 2006 wurden hier Begegnungen der beiden Eishockeyturniere (17 der 38 Partien der Männer und die Hälfte der 20 Spiele der Frauen) ausgetragen. Nach Ende der Olympischen Spiele wurde die Halle wieder der ursprünglichen Nutzung zugeführt.